# Baeckea tuberculata
Baeckea tuberculata är en myrtenväxtart som beskrevs av Malcolm Eric Trudgen. Baeckea tuberculata ingår i släktet Baeckea och familjen myrtenväxter. Inga underarter finns listade i Catalogue of Life.